# Fireflies at El Mozote
Fireflies at El Mozote (en español: Luciérnagas en El Mozote) es una próxima película salvadoreña-estadounidense de drama bélico e historia, dirigida y escrita por Ernesto Melara, producida por The Yari Film Group y Premiere Entertainment. Es la cuarta película del universo cinematográfico salvadoreño después de Malacrianza, La Palabra de Pablo y La Balada de Hortensia 

## Sinopsis
Inspirado en hechos reales. Narra la masacre de la aldea de El Mozote, en el departamento de Morazán, El Salvador, considerada la peor atrocidad perpetrada por las fuerzas gubernamentales contra la población civil en la historia moderna de América Latina. Esta historia de madurez sigue a un superviviente de diez años en su intento de vengar la muerte de su familia y la destrucción de su pueblo.

## Reparto
- Mena Suvari como Sarah
- Juan Pablo Shuk como Aurelio
- Paz Vega
- Jeff Fahey
- Mateo Honles (El Niño)
- Diana Cortez como Marta
- Carlos Aylagas como Eduardo
- Teda Bertrand como Rafael
- Diana Aboujian como María
- Octavio Melgar como Nelson
- Gabriel Pinto como Israel